# La Riunione
La Riunione (in francese La Réunion), anche Riunione o Isola della Riunione, è un'isola tropicale dell'oceano Indiano a sud dell'equatore. Fa parte delle isole Mascarene e costituisce al contempo sia dipartimento sia regione d'oltremare della Francia.
Si trova a 684 km a est del Madagascar e a 172 km a sud-ovest di Mauritius, ha una superficie di 2512 km² e il suo capoluogo è Saint-Denis. Si tratta di un'isola di origine vulcanica creata dall'omonimo punto caldo; culminando a 3071 m con il Piton des Neiges, la sua cima più elevata, essa presenta un rilievo molto scosceso e caratterizzato da un'erosione molto marcata. Il Piton de la Fournaise, situato nel Sud-est dell'isola, è uno dei vulcani più attivi al mondo. In virtù del suo clima tropicale l'isola vanta un eccezionale endemismo.
Verosimilmente scoperta dagli arabi nel Medioevo e da loro chiamata Dina Morgabin ("l'isola che riposa"), la Riunione venne popolata solamente a partire dalla metà del XVII secolo, circa 150 anni dopo la sua prima apparizione nelle carte nautiche portoghesi. Divenne poi scalo della compagnia francese delle Indie orientali con il nome di isola Borbone e poi, a partire dal 1710, una vera e propria colonia francese con un'economia basata sulla coltivazione del caffè. Diventata una società di piantagione, al termine delle guerre napoleoniche la sua produzione agricola venne convertita a quella della canna da zucchero. L'isola venne quindi definitivamente battezzata con il suo nome attuale nel 1848, anno in cui vi venne anche abolita la schiavitù. L'isola ha quindi conosciuto una rampante crisi economica a partire dagli anni settanta dell'Ottocento. La Riunione divenne dipartimento francese nel 1946.
Secondo l'ultimo censimento a gennaio del 2015 la popolazione era di 850 727 abitanti, principalmente concentrati lungo le coste dove si trovano i principali centri abitati tra cui il capoluogo Saint-Denis. Dal punto di vista amministrativo il territorio è diviso in quattro arrondissement e 24 comuni. I suoi domini di primo livello sono .re, .fr e .eu. La società locale è caratterizzata da un'età media piuttosto bassa e da una spiccata multietnicità, trovandovi infatti posto persone di origine europea, africana, malgascia, indiana, annamita, malese e cinese. Questa diversità influenza notevolmente la cultura della Riunione, di cui sono elementi distintivi la sua lingua, il creolo della Riunione, la sua cucina o ancora la sua musica. Vi si rileva un tasso di disoccupazione particolarmente elevato, dell'ordine del 29% (e del 60% presso i giovani). Nonostante la sua appartenenza alla zona euro il suo tessuto produttivo resta strutturalmente fragile e fortemente dipendente dalla Francia metropolitana. Il primo settore economico dell'isola è oggi rappresentato dal turismo.

## Geografia fisica

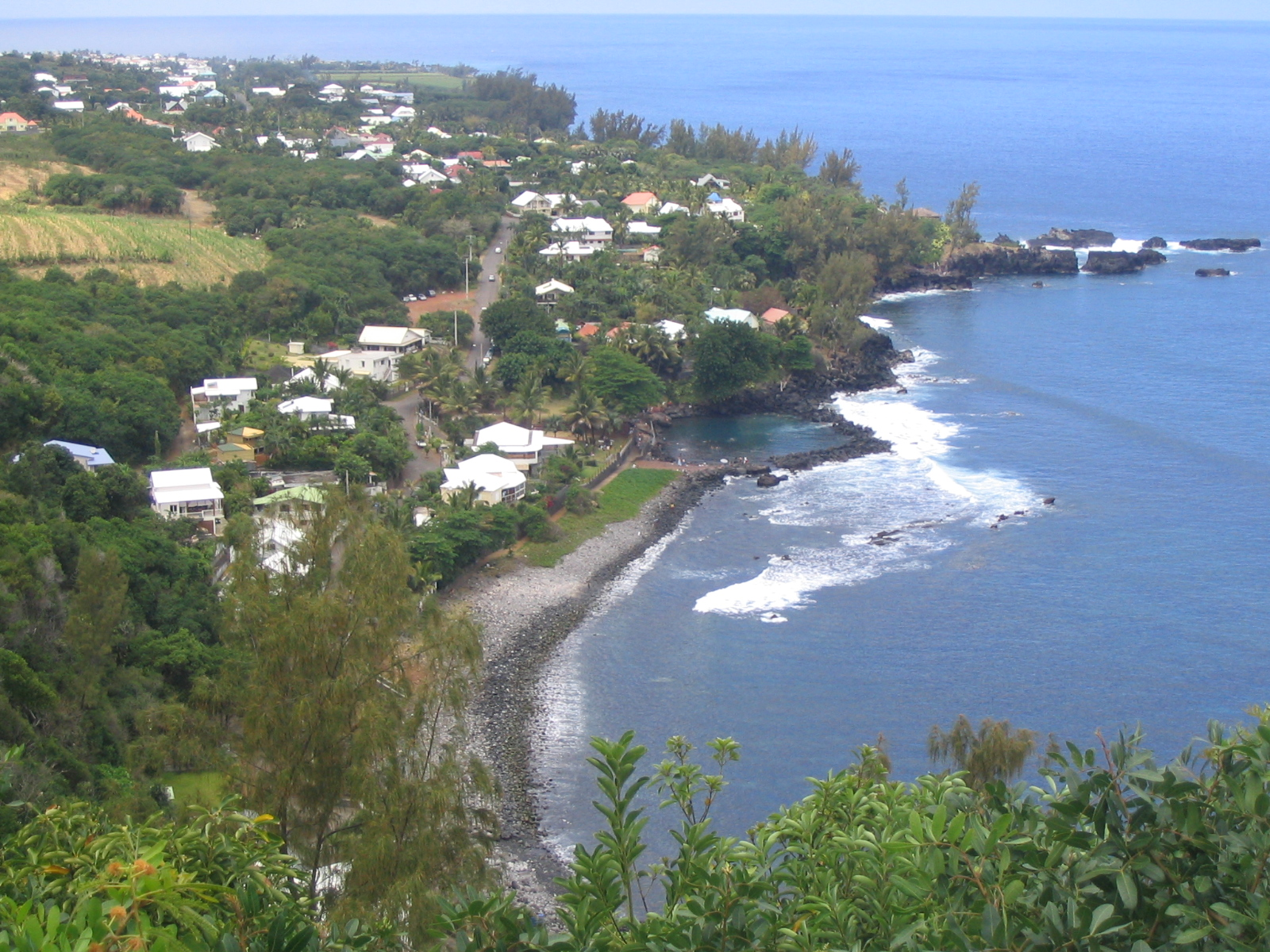
Manapany

### Localizzazione
L'isola della Riunione è situata circa 420 km a est del Madagascar, circa 200 km a ovest di Mauritius, a più di 700 km a sud delle Seychelles e pochi gradi a nord del Tropico del Capricorno.

### Territorio
La Riunione è un'isola vulcanica nata circa tre milioni di anni fa in seguito all'emersione del vulcano del monte Piton des Neiges, oggi il rilievo più elevato delle Mascarene e di tutto l'oceano Indiano con i suoi 3 071 metri d'altezza. Il settore orientale dell'isola è invece occupato dal Piton de la Fournaise, un vulcano di origine molto più recente (500 000 anni), considerato come uno dei più attivi dell'intero pianeta. La parte emersa dell'isola non rappresenta che una minima parte (circa il 3%) della montagna sottomarina che la forma.
In aggiunta al vulcanismo, la superficie dell'isola è resa ancor più accidentata da parte di fenomeni erosivi molto intensi. Il centro dell'isola ospita infatti tre vasti circhi cavi originati dall'erosione (quelli di Salazie, Mafate e Cilaos), mentre le pendici sono solcate da numerosi corsi d'acqua che hanno scavato altrettante gole e burroni.
L'antico massiccio del Piton des Neiges è quindi separato dal massiccio del Piton de la Fournaise dalla plaine des Palmistes e dalla plaine des Cafres, le quali costituiscono un passaggio naturale tra l'Est e il Sud dell'isola. Oltre che dalle piane centrali, le aree pianeggianti sono rappresentate dalle aree costiere, soprattutto quelle settentrionali e occidentali. Il selvaggio litorale meridionale è invece maggiormente scosceso.
Tra la sottile fascia costiera e le cime dei rilievi si estende una ripida zona transitoria il cui dislivello varia considerabilmente prima di arrivare sulle creste che delimitano i circhi o al cosiddetto Enclos, la caldera del Piton de la Fournaise. L'intera linea costiera dell'isola è di 207 km.

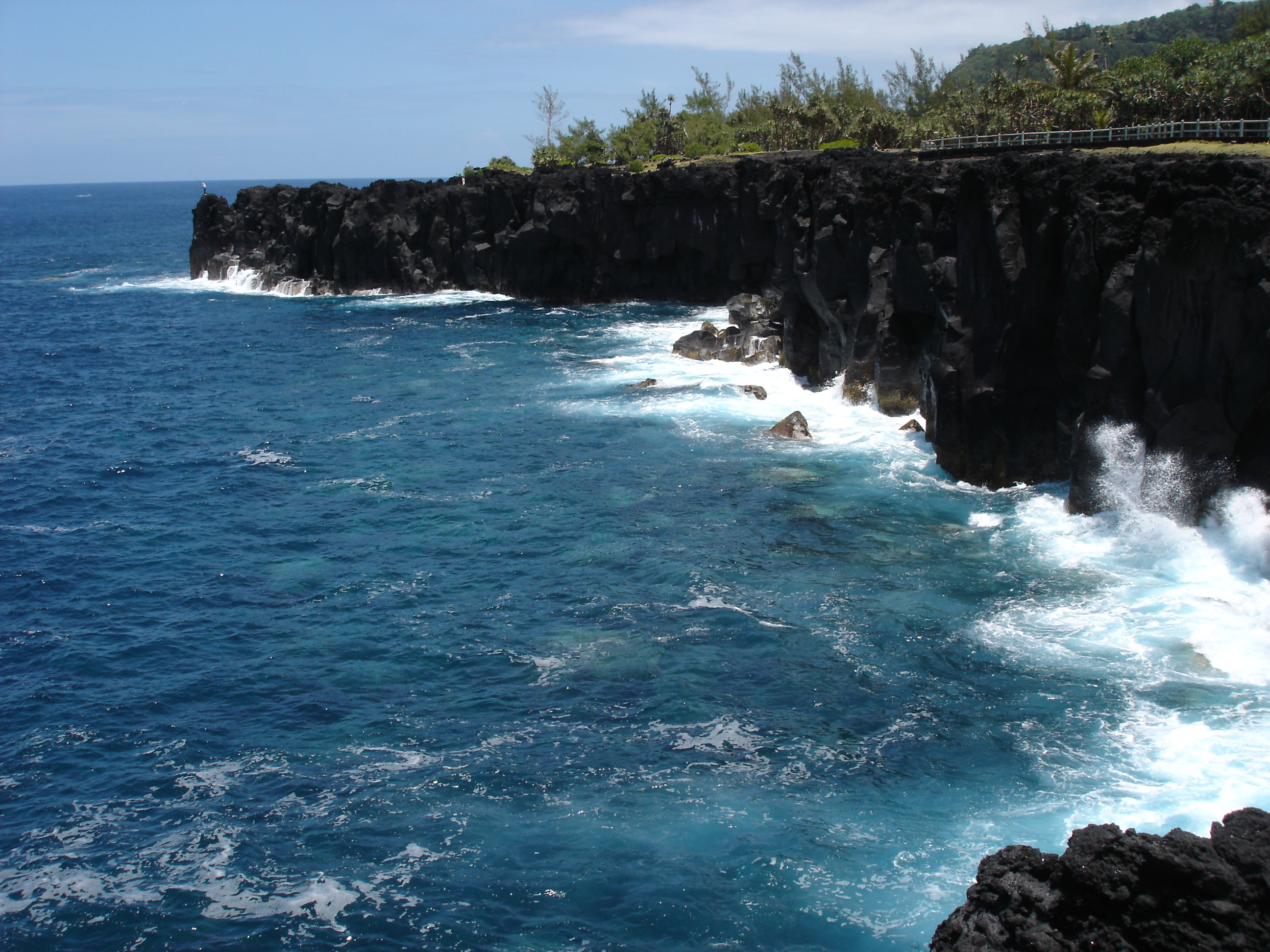
Il Capo Méchant a Saint-Philippe

### Clima
Il clima è caldo e umido caratteristico della fascia tropicale, con la stagione delle piogge che va da novembre ad aprile. Durante la stagione secca il clima è mite, ma sulle alture del centro la temperatura può scendere sottozero. Negli altopiani centrali il clima è quasi alpino. Non è raro assistere a precipitazioni di carattere nevoso. Nella stagione delle piogge il clima è umido.
Sebbene le temperature massime siano attorno ai 30 °C, la temperatura soggettiva percepita è elevata a causa dell'umidità. Nella parte orientale dell'isola le precipitazioni sono abbondanti e spesso ricorrenti durante le ore centrali della giornata; nella regione occidentale il clima è relativamente più secco e le precipitazioni scarse.
L'isola della Riunione si trova nella pericolosa fascia dei cicloni tropicali, la cui stagione va da dicembre a marzo. Sono caratterizzati da forti venti e precipitazioni estreme; il ciclone Gamede nel 2007 ha stabilito nuovi record mondiali di pluviometria (3929 mm in 72 ore).

## Origini del nome
Al momento della presa di possesso dell'isola da parte della Francia nel XVII secolo l'isola venne battezzata Borbone, nome della dinastia allora regnante. Per rompere con questo nome, troppo attaccato all'Ancien Régime, la Convenzione nazionale decise il 23 marzo 1793 di rinominare il territorio isola della Riunione. La scelta di questo nome deriva probabilmente dalla volontà di rendere omaggio alla riunione dei federati di Marsiglia con le guardie nazionali parigine che ha preceduto l'insurrezione del 10 agosto 1792 e la marcia sul palazzo delle Tuileries, per quanto nessun documento lo confermi; pertanto la parola Riunione potrebbe avere un significato del tutto simbolico.
L'isola cambiò più volte nome nel XIX secolo: nel 1806, sotto il primo impero francese, il generale Decaen la battezzò isola Bonaparte; nel 1810, invasa dalla squadra navale britannica del commodoro Josias Rowley, ridivenne isola Borbone; riassunse quindi definitivamente il nome di Riunione in seguito alla caduta della monarchia di luglio per mezzo di un decreto del governo provvisorio del 7 marzo 1848.
Conformemente alla grafia originale e alle classiche regole ortografiche e tipografiche «la Réunion» va scritto con la minuscola all'articolo ma, con la fine del XX secolo, la grafia «La Réunion» con la maiuscola è stata sempre più utilizzata per sottolineare l'integrazione dell'articolo nel nome dell'isola. Quest'ultima grafia è pertanto quella raccomandata dalla Commissione nazionale francese di toponimia e figura per esempio nell'attuale costituzione della Repubblica francese agli articoli 72-3 e 73.

## Storia

### Prime esplorazioni
I marinai arabi erano soliti chiamare quest'isola, un tempo disabitata, Dina Morgabin ("isola dell'occidente"). Il portoghese Pedro de Mascarenhas fu il primo europeo a visitarla nel 1513.

### Occupazione francese
Quando venne occupata dai francesi nel 1642, il re di Francia Luigi XIII la soprannominò Île Bourbon (dal nome della famiglia regnante, i Borbone). Fu ribattezzata Réunion durante la Rivoluzione francese (1793), per ricordare la riunione dei federati di Marsiglia con la guardia nazionale francese durante la marcia sul palazzo delle Tuileries, nella storica giornata del 10 agosto 1792.
Dal XVII al XIX secolo le immigrazioni di francesi, africani, cinesi, malesi e indiani del Malabar diedero all'isola l'eterogeneità etnica che la caratterizza. La schiavitù fu abolita il 20 dicembre 1848 su proclama di Joseph Napoléon Sébastien Sarda Garriga. L'apertura del canale di Suez nel 1869 ridusse l'importanza della Riunione quale tappa verso le Indie orientali.

### Dipartimento d'oltremare francese
Divenne un dipartimento d'oltremare francese il 19 marzo 1946. A seguito del Referendum del 2009, la Riunione è considerata parte integrante del territorio metropolitano della Repubblica francese, e in quanto tale è rappresentata all'Assemblea nazionale (con cinque deputati), al Senato (tre senatori) e nel Consiglio economico e sociale francese, elegge i membri del Parlamento europeo e usa l'euro come valuta.
Per via della posizione strategica nell'Oceano Indiano l'isola ospita una base navale della Marine nationale, con lo scopo di tutelare gli interessi della zona economica esclusiva francese.

### Simboli
Lo stemma dell'isola di La Riunione fu creato dal governatore Émile Merwart (1869-1960) in occasione dell'Esposizione coloniale del 1925. Nell'inquartato sono rappresentati: il profilo dell'isola accompagnata dal numero romano "MMM" che richiama l'altitudine delle alte vette che culminano con il Piton des Neiges a 3 070 m; la nave Saint-Alexis che per prima prese possesso dell'isola; il giglio ricorda che l'isola divenne un possedimento del Re di Francia dopo essere appartenuta alla Compagnia francese delle Indie orientali, ma anche che il suo primo nome fu quello della famiglia reale: Île Bourbon; in basso le api imperiali; al centro uno scudetto con i colori della bandiera francese con le iniziali RF (République française). Florebo quocumque ferar ("Fiorirò ovunque sarò piantato") era il motto latino della Compagnia francese delle Indie orientali. La pianta rampicante di vaniglia che decora lo scudo ricorda la coltura che all'epoca era abbondante.

## Fauna e flora

### Fauna endemica
La Riunione è ricca di animali endemici, tra cui alcuni estinti in tempi recenti e altri in pericolo di estinzione.

#### Uccelli endemici
Sono estinti (generalmente dal XVIII secolo) i seguenti uccelli endemici:
- Alopochen kervazoi, la casarca della Riunione
- Columba duboisi, il piccione della Riunione
- Dryolimnas augusti, il rallo della Riunione
- Falco duboisi, il gheppio della Riunione
- Fregilupus varius, lo storno della Riunione
- Fulica newtonii, la folaga della Riunione (*)
- Mascarenotus grucheti, il gufo della Riunione
- Mascarinus mascarin, il pappagallo della Riunione
- Nycticorax duboisi, la nitticora della Riunione
- Porphyrio coerulescens, il pollo sultano della Riunione
- Threskiornis solitarius, il solitario della Riunione o ibis eremita della Riunione

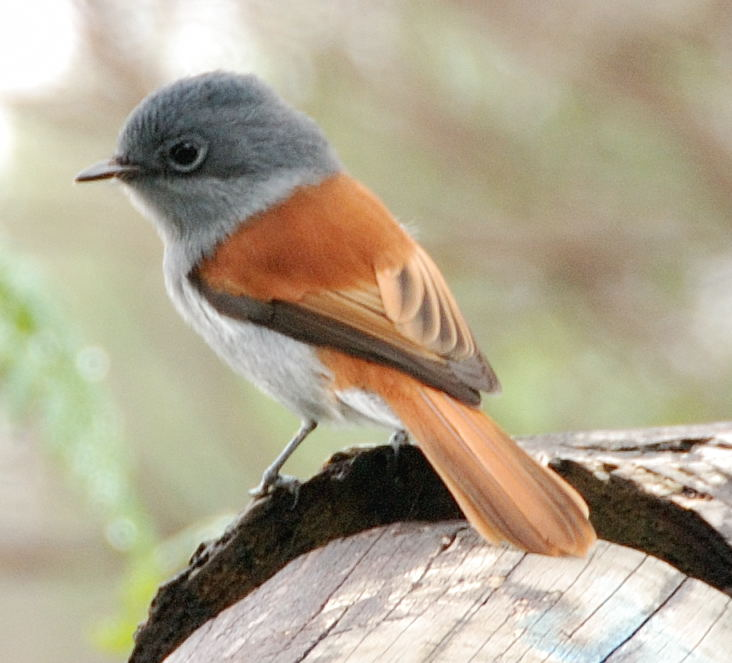
Terpsiphone bourbonnensis, un pigliamosche del paradiso endemico della Riunione

Sono invece ancora presenti, tra gli altri:
- Circus maillardi, l'albanella della Riunione, classificata in pericolo
- Hypsipetes borbonicus, il bulbul della Riunione, non minacciato (una specie affine vive su Mauritius)
- Lalage newtoni, il tuit-tuit, in pericolo critico (sopravvive solo in un'area ristretta)
- Pseudobulweria aterrima, il petrello delle Mascarene, classificato in pericolo critico di estinzione (già estinto su Mauritius e su Rodrigues)
- Pterodroma baraui, il petrello di Barau (uccello marino), classificato in pericolo
- Saxicola tectes, il tec-tec, della famiglia dei pigliamosche, non minacciato
- Terpsiphone bourbonnensis, il pigliamosche del paradiso della Riunione, non minacciato (*)
- Zosterops borbonicus, l'occhialino bianco della Riunione, non minacciato (*)
- Zosterops olivaceus, l'occhialino olivaceo della Riunione, non minacciato

(*) le specie indicate con l'asterisco sono endemiche delle Mascarene (Mauritius + Riunione), non della sola Riunione.

#### Altri animali endemici
Tra i vertebrati di altre classi, endemici ed estinti, menzioniamo:
- Cylindraspis indica, la tartaruga di terra della Riunione

## Società

### Evoluzione demografica
La Riunione conta, a gennaio 2014, 842 767 abitanti. All'inizio del XX secolo la crescita della popolazione della Riunione è moderata, e addirittura flebile in certi periodi. Del resto, le difficili condizioni di vita e le epidemie di malaria, colera e peste, tra le altre, che caratterizzano l'isola di certo non favoriscono una crescita demografica. È pertanto all'indomani dell'ottenimento dello status di dipartimento che la crescita esplode: la popolazione si triplica nell'arco di cinquant'anni, fino a raggiungere il numero di 843 000 unità nel 2014. Secondo alcune proiezioni, il numero degli abitanti dovrebbe quindi raggiungere il milione verso il 2030.
Tra le questioni demografiche della Riunione, va anche citato il trasferimento di 1 630 bambini dall'isola alla Francia metropolitana tra il 1963 e il 1982.
| Anno                                                                                     | Popolazione |      | Anno    | Popolazione |         | Anno | Popolazione |
| 1671                                                                                     | 90          | 1830 | 101 300 | 1961        | 349 282 |      |             |
| 1696                                                                                     | 269         | 1848 | 110 300 | 1967        | 416 525 |      |             |
| 1704                                                                                     | 734         | 1849 | 120 900 | 1974        | 476 675 |      |             |
| 1713                                                                                     | 1 171       | 1860 | 200 000 | 1982        | 515 814 |      |             |
| 1717                                                                                     | 2 000       | 1870 | 212 000 | 1990        | 597 823 |      |             |
| 1724                                                                                     | 12 550      | 1887 | 163 881 | 1999        | 706 300 |      |             |
| 1764                                                                                     | 25 000      | 1897 | 173 192 | 2006        | 781 962 |      |             |
| 1777                                                                                     | 35 100      | 1926 | 182 637 | 2011        | 828 581 |      |             |
| 1789                                                                                     | 61 300      | 1946 | 241 708 | 2015        | 850 727 |      |             |
| 1826                                                                                     | 87 100      | 1954 | 274 370 | 2018        | 865 826 |      |             |
| Dati ufficiali dell'INSEE tramite censimenti o stime; le stime sono indicate in corsivo. |             |      |         |             |         |      |             |

### Lingua
La lingua dell'amministrazione, dell'insegnamento e dei media è il francese, ma circa il 90% della popolazione della Riunione parla il creolo della Riunione (créole réunionnais in francese), una lingua vernacolare strutturata sul francese ma con numerosi prestiti e influenze dalle lingue delle diverse etnie che la abitano.
Il passaggio dal francese standard al creolo è avvenuto lentamente nel corso dei secoli. Secondo l'autrice Annegret Bollée, «il creolo della Riunione si è sviluppato gradualmente a partire da quella parte di popolazione impegnata nelle coltivazioni costituitasi in seguito all'introduzione, a partire dal 1720 circa, della coltura del caffè nell'allora isola Borbone».
Beneficiando oggi di un maggiore riconoscimento, il creolo della Riunione può essere insegnato nelle scuole secondarie dal 2001 nel quadro dell'opzione «Lingua e cultura regionali».
Data la presenza di diverse etnie in seno alla popolazione dell'isola della Riunione, anche altre lingue minoritarie sono presenti sul territorio quali l'hakka, il cantonese, il gujarati, l'urdu, l'arabo, il tamil, il malgascio, il māori e il comoriano.

### Religione
La religione prevalente è quella cattolica. La Chiesa cattolica è organizzata in un'unica diocesi, la diocesi di Saint-Denis-de-La Réunion (in latino Dioecesis S. Dionysii Reunionis) che è una sede della Chiesa cattolica immediatamente soggetta alla Santa Sede. Nel 2010 contava 644 000 battezzati su 806 000 abitanti. È attualmente retta dal vescovo Gilbert Guillaume Marie-Jean Aubry. Sede vescovile è la città di Saint-Denis-de-La Réunion, dove si trova la cattedrale di San Dionigi. Il territorio è suddiviso in 71 parrocchie.

### Criminalità
Fra i dipartimenti d'oltremare francesi, La Riunione presenta uno dei più bassi tassi di criminalità in rapporto alla popolazione. Nel 2019 il tasso di furti è stato meno di metà di quello nella Francia metropolitana, quello di rapine inferiore del 30%. Più alto, invece, del 40-50%, quello di omicidi e violenze sessuali; il tasso di omicidi è comunque il più basso fra tutti i dipartimenti d'oltremare.

## Cultura

### Cucina
La cucina riunionese o creola è il risultato di una miscela di influenze delle cucine malgascia, francese, indiana, est africana e cinese, portate nell'isola dalle immigrazioni successive e modificate dalla cultura creola locale: pesce, cacciagione, formaggi, salumi tipici, paté particolari, e inoltre frutta, marmellate, cioccolato, spezie molto profumate, vini francesi di importazione. Il cari (una salsa di pomodori, cipolle, peperoncino e spezie con cui si condisce pollo, gamberi o altro tipo di pesce) è il piatto che la popolazione indigena, ma non solo, cucina abitualmente. Si dice che alle ore 19, quando tutti accendono i bollitori elettrici, i consumi di corrente salgano alle stelle. Il cari si accompagna con riso bollito, lenticchie (particolarmente famose quelle di Cilaos) e verdure varie. Sono apprezzati anche frutti da noi poco noti, come il Sicyos edulis, una cucurbitacea con frutti spinosi nota localmente come chouchou (in francese chayote) utilizzata in cucina come le zucchine, e l'Artocarpus heterophyllus, un albero che produce frutti enormi, noti localmente come jaques (in italiano giaca). La cucina della Riunione è particolarmente piccante.

## Economia
L'economia del dipartimento è dominata dalla produzione di canna da zucchero. I principali prodotti esportati sono lo zucchero, il rum, la vaniglia e varie essenze profumate. Il settore turistico ancora poco sviluppato è in espansione, grazie agli incontaminati paesaggi naturali tra cui le numerose cascate e canyon, meta ideale per gli appassionati di rafting e torrentismo. La Riunione non è un'isola autosufficiente, per cui nella bilancia economica hanno un grande peso gli aiuti finanziari francesi, soprattutto tramite contributi per la disoccupazione e detassazioni.

## Nella cultura di massa
- Nell'Isola della Riunione è ambientato il film La mia droga si chiama Julie (1969) di François Truffaut.
- Il libro di Michel Bussi Non lasciare la mia mano è ambientato nell'isola della Riunione.
- Nell'isola della Riunione è ambientata parte del secondo episodio della quarta stagione del programma televisivo The Grand Tour, chiamato The Grand Tour presents: A Massive Hunt.[10]
- Il libro Il frutto più raro. La scoperta della vaniglia di Gaëlle Bélem descrive la scoperta della vaniglia da parte di Edmond Albius.[11]